# 菱鳍乌贼
飛魷（学名：Thysanoteuthis rhombus）为飛魷科飛魷屬的动物。分布于日本群岛、小笠原群岛、马来群岛、印度洋、南非、马德拉群岛、地中海、波多黎岛海域，包括南海等海域，生活环境为海水，多栖息于海水表层。该物种的模式产地在地中海。